# Hobița, Gorj
Hobița este un sat în comuna Peștișani din județul Gorj, Oltenia, România.
Satul Hobița se află la 24 km de Târgu-Jiu și la 3 km de drumul național Târgu Jiu–Tismana, din Peștișani.
Prima atestare documentară este din 30 aprilie 1518 (7026), prin care Neagoe Basarab confirmă lui Datco și altora stăpânirea peste cinci părți de ocină din Ohabița .

## Personalități
Hobița este locul de naștere al faimosului sculptor român Constantin Brâncuși (1876 - 1957),
„ unul dintre cei mai importanți creatori de frumos ai secolului 20, artist plastic care a influențat enorm sculptura, arhitectura, designul și, mai ales, modul în care apreciem și percepem arta. - Frank Gehry”

## Monumente
- Casa memorială Constantin Brâncuși
- Biserica de lemn din Hobița